# Aldi (Magyarország)
Az ALDI Magyarország (teljes neve: ALDI Magyarország Élelmiszer Bt.) Magyarország egyik legnagyobb kiskereskedelmi üzlethálózata. Az ALDI SÜD (magyarul: ’ALDI DÉL’) nevű német eredetű kiskereskedelmi üzletlánc magyarországi leányvállalata. (Az ALDI Nord (ALDI Észak) cégtől teljesen független.) Magyarországon jelenleg 182 üzlet található. 
A 2008-ban alapított cég székhelye Biatorbágyon található. 2024-ben 182 üzlettel rendelkezik az országban. A Coface CEE Top500 rangsor szerint 2021-ben és 2022-ben Magyarország 41., illetve 37. és Közép- és Kelet-Európa 298., illetve 311. legnagyobb forgalmú vállalata.
Legnagyobb magyarországi versenytársa a diszkontáruházak közül a Lidl és a Penny.

## Története

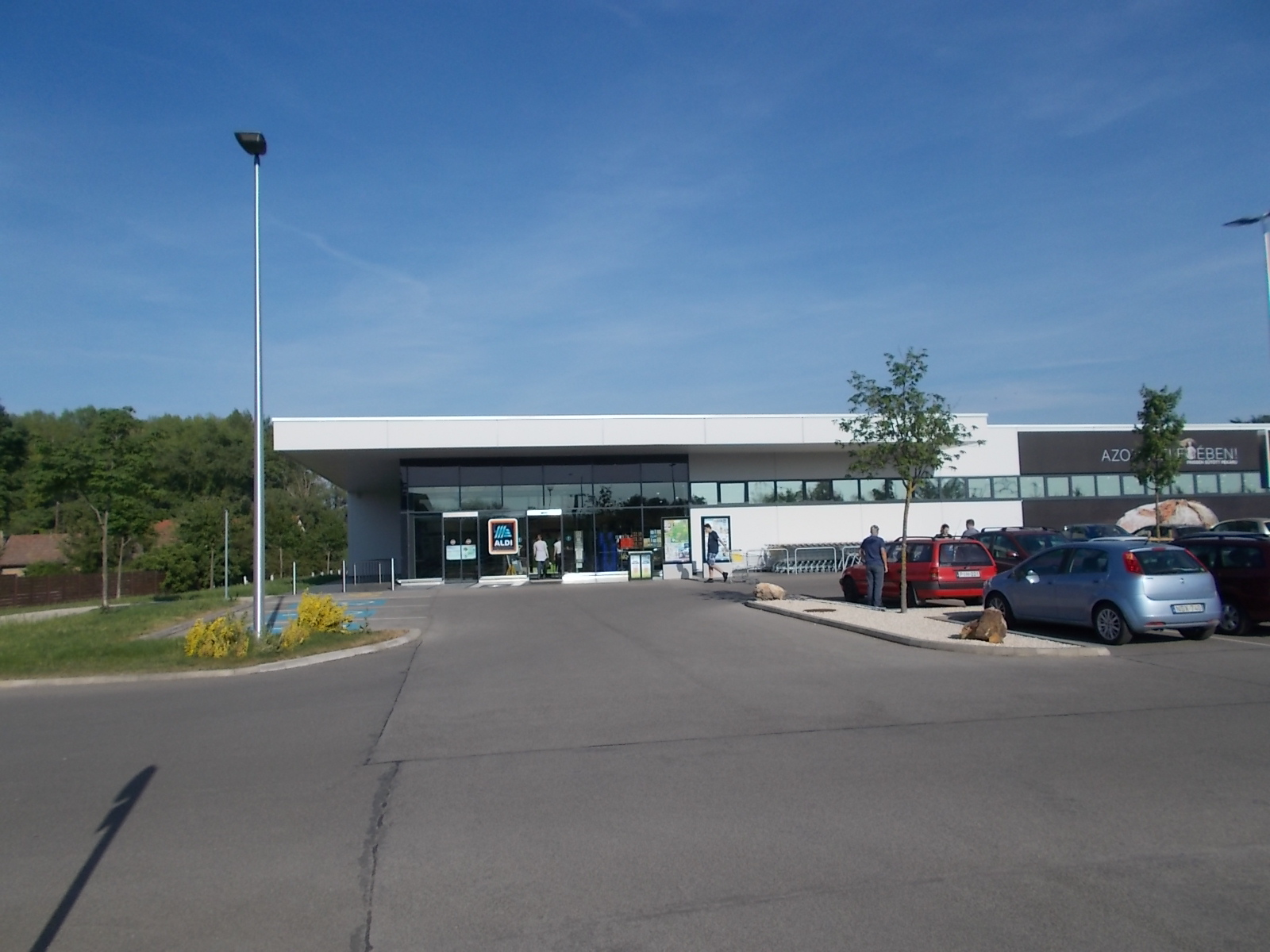
ALDI üzlet Pakson

Az ALDI Magyarország hatodik diszkontláncaként jelent meg a Profi, a Plus, a Jééé, a Penny és a Lidl diszkontláncok után. Ezen diszkontláncok közül jelenleg a Penny Markettel és a Lidllel osztozkodik a magyar piacon. A Jééé 2000-ben, a Plus 2008-ban (többek között éppen az ALDI által támasztott erős versenytől tartva), a Profi pedig 2012-ben hagyta el a piacot.
Habár piaci pletykák már 2007-re tették a diszkontüzletek megnyitását, azok végül csak 2008-ban jelentek meg. Ugyan a biatorbágyi logisztikai központ építése már 2006-ban elkezdődött, annak befejezése csak 2008 elejére történt meg.
2008. április 17-én nyitotta meg első öt magyarországi üzletét Debrecenben, Gyulán, Nyíregyházán, Pécsett és Piliscsabán. A cég – ellentétben harsány marketingakciót folytató riválisaival – kifejezetten elhallgatta üzletei nyitását, és csak újságírói és olvasói oknyomozás után derült fény az üzletek elhelyezkedésére. Az ALDI nyitásaira legfőbb riválisa, a Lidl is készül, ilyenkor az ALDI áruházak közelében erős kampányt folytatnak saját márkájuk erősítése érdekében. Számos üzlet építése előtt tartanak lakossági fórumot, ahol rendre felmerül problémaként a napi többszöri szállítás okozta kellemetlenség, amire a cég képviselői igyekeznek megfelelő válaszokkal szolgálni.
Hetvennegyedik üzletük a korábban nagyobb élelmiszerüzletek által kevésbé lefedett Újlipótvárosban nyílt meg és jelenleg is ez az egyik legnagyobb forgalmat bonyolító üzletük, ahova a környék lakói mellett a Lehel Csarnok vásárlói is rendszeresen megfordulnak. Ezen üzletükben nyílt meg az első „kosaras” pénztár is. 2011. április 14-én adta át az ALDI 75. magyarországi üzletét Szolnokon.
Az ALDI magyarországi működése során három üzletet zárt be (a gyulait, paksit és siklósit, két-hároméves működés után) részben a túlzottan alacsony forgalom, részben a városoktól való nagyobb távolság miatt. Azóta is számos Facebook-üzenetben kérdezik meg a céget az üzlethelyiségek jövőbeli sorsát illetően és a hivatalos válasz az újranyitást a változó piaci viszonyoktól teszi függővé. A paksi szupermarketet 2017 októberében, a gyulait 2017 decemberben, a Siklósi üzletet 2019 novemberében nyitották újra.
A cég – habár tulajdonosai kifejezetten kerülték a médiával a kapcsolatot – Magyarországon már többször is nyilatkozott a sajtónak. Többek között ilyen volt a 2011 októberében a vállalat magyarországi jövőjét ismertető interjú, ami során a cég képviselője több tucat új áruházat ígért a következő évekre. Új üzleteiket korábban már meglévő épületekben hozták létre, így ezt követően épült meg a Sopron úti egység egy volt üzemi csarnokban, illetve a későbbiekben is építészetileg több meglévő épületet alakítottak át igényeik szerint. Így egyes üzleteiket ikonikus helyiségekben alakították ki, például a budapesti Váci úti üzletük a volt Kossuth mozi helyén található, a Tűzoltó utcai egy műemlék lovardában, a Kossuth Lajos utcai üzletük a volt Úttörő áruház helyén, a Szent Imre téri egységük Csepel első ABC-üzletében, a Fővám téri üzletük pedig a Nagycsarnokban kapott helyet.
Üzleteik elhelyezkedésére jellemző, hogy kifejezetten versenytársaik mellé igyekeznek települni, egyrészt a vásárlások megkönnyítése, másrészt a riválisok vevőinek elszívása érdekében. Így például ALDI áruház található Auchan, CBA, Lidl, Penny, SPAR és Tesco áruházak mellett is.
Legtöbb üzletük egyszerű, előre elkészített tervek alapján épül, saját, zöldmezős beruházásban, de néhány üzletüket bérlik, főleg a belvárosban. Így például az újlipótvárosi üzletük egy irodaház földszintjén, a Rákóczi úti egy lakóházban, a Kerepesi úti és a Tálas utcai volt barkácsáruházak helyén jöttek létre.
Belvárosi boltjaik sikere miatt újabb üzleteket nyitottak lakóházakban, így Lipótvárosban, a Báthory utcában, Újlipótvárosban, a Kossuth mozi helyén, valamint egy irodaházban, Angyalföldön, a Béke utcában.
Több üzletét a Profi diszkontlánctól vette át, illetve a SPAR-tól, a Fővám téri üzletüket a Matchtól, a csepelit a CBA-tól.
Arányait tekintve az ALDI a leginkább fővároscentrikus diszkontlánc: míg a Penny Market minden tizenkettedik és a Lidl minden ötödik üzletét üzemelteti a fővárosban, addig az ALDI minden negyediket.
Századik üzletüket 2014. december 4-én nyitották meg Budapest ötödik kerületében, a Kossuth Lajos utcában. Ebből az alkalomból erős kampányt folytattak a médiában, ami erősítette a márka hírét, többek között az „ALDI szelfi” játékkal. Ezen alkalomból a vásárlóknak ALDI termékekkel kellett fotózkodniuk, amiért a cég vásárlási utalványokat osztott ki.
Elsősorban további zöldmezős beruházásokban és belvárosi bérleményekben gondolkodik az üzletlánc vezetése, de adott esetben más üzletlánc felvásárlását is megfontolja.
2023. március 9-én 7 órakor, Balassagyarmaton megnyílt az üzletlánc első Nógrád vármegyei áruháza.

## Reklámjai
Az ALDI reklámfilmjeiben általában Kisfalusi Lehel és Bogdányi Titanilla kapták a narrátori szerepet.[forrás?]

## Termékkínálata
Az ALDI hozta létre az első úgynevezett hard discount láncot a világon. Ennek lényege, hogy termékeinek igen jelentős részét kizárólag saját üzletláncaikban lehet kapni. Ennek megfelelően csak egy- vagy kétfajta csomagolásban árulják termékeiket, amelyeket az ALDIval szerződést kötött beszállítók gyártanak. Így az ALDInál kizárólag saját márkás tejtermék, kozmetikum, valamint mélyhűtött áru kapható.[forrás?]
Magyarországi termékeik nagy részét magyar beszállító szállítja be: ilyenek pl. a „Milfina” tejtermékek, amelyeknek beszállítói az Alföldi Tej (Székesfehérvár) és a Tolle (Szekszárd). A szalámi- és kolbásztermékeik előállításában partnereik a Pick (Szeged) és a Gyulai Húskombinát (Gyula). „Sweet Valley” gyümölcsleveiket a Happy Day gyümölcslevek magyarországi gyártója, a Sonny állítja elő. Ásványvizeiket „Aquitas” néven árulják, ezeket a lajosmizsei Magyarvíz szállítja.
A cég korábban többször is kritikát kapott magas importáru-aránya miatt. Ezért az ALDI igyekszik minél több magyar beszállítóval szerződést kötni, hogy megadja a választás lehetőségét a hazai, valamint az import termékek között. Így például 2012-től a kakaót – a korábbi osztrák helyett – magyar beszállító szállítja az áruházakba. A beszállítók részéről a túlzottan szigorú minőségi követelmények miatt jelenik meg bírálat. Ezzel kapcsolatban a vállalat vezetése úgy reagált, hogy – a versenytársaik által korábban gyengített – saját márkás termék fogalomnak szeretnék visszaadni az értékét, így márkatermékekkel egyező színvonalú árut kívánnak árulni.

## Versenyhivatali eljárások a céggel szemben
- A Gazdasági Versenyhivatal Versenytanácsa 2011-ben indult eljárásban 15 millió Ft összegű bírságot szabott ki az ALDI Magyarország Élelmiszer Bt. ellen, mivel megállapította, hogy a cég fogyasztókkal szembeni tisztességtelen kereskedelmi gyakorlatot folytatott, amikor 2010. január 1. és 2011. február 4. között kereskedelmi kommunikációiban úgy alkalmazta a „magyar minőség” állítást, hogy az állítás valóságtartalmáról nem győződött meg.[19][20]
- A céget sok kritika érte amiatt is, hogy bizonyos akciós termékeiket az akció idején sem lehetett megvásárolni. Emiatt a Gazdasági Versenyhivatal bírságot is szabott ki a céggel szemben 2013-ban.[21]
- 2014-ben hasonló jogsértés gyanúja miatt indított eljárást a Gazdasági Versenyhivatal.[22]

## Interjúk
Megszólalt az ALDI vezére: újabb béremelés jön a diszkontláncban (Pénzcentrum.hu, 2019.10.24.)